# أنا كارينينا (فلم 1915)
أنّا كارنينا (بالإنجليزية: Anna Karenina) هو فيلم أبيض وأسود درامي أمريكي صامت إنتاج عام 1915 أخرجه جيمس جوردون إدواردز وبطولة بيتي نانسن. كان هذا هو أول اقتباس أمريكي لرواية أنّا كارينينا للكاتب الروسي ليو تولستوي عام 1877، يعتبر الفيلم ضائعًا. تم تصوير بعض المشاهد في الموقع في منتجع للتزلج بالقرب من مونتريال.

## أحداث الفيلم
أنّا كارنينا هي أرستقراطية متزوجة وتعيش في سانت بطرسبرغ، تعيش قصة حب مع ثري وشاب، وهو يحبها ومستعد للزواج منها بمجرد أن تترك زوجها، فإن رفض المجتمع الروسي يجعلها تشعر بالعزلة وحتى بجنون العظمة بسبب شكوكها في خيانتها والتي ستؤدي في النهاية إلى انتحارها.

## روابط خارجية
- Anna Karenina  في قاعدة بيانات الأفلام على الإنترنت (بالإنجليزية)
- Anna Karenina في قاعدة بيانات تيرنر كلاسيك موفيز للأفلام.